# Evelio Esteve
Evelio Esteve Mira (Elda, Alicante, 15 de mayo de 1932 — Madrid, 3 de febrero de 2022) fue un tenor español.

## Biografía
Esteve se formó en Madrid de la mano de los maestros López y Luis de Armedillo. En la capital española hace su debut en 1957, en el Teatro de la Zarzuela con Madama Butterfly. Más tarde, fue protagonista masculino para la zarzuela Doña Francisquita para la compañía de José Tamayo.
Con una compañía de zarzuela hizo una gira por Hispanoamérica (1965). En Lima contrajo matrimonio con la primera soprano de la Compañía, Rosa Abril (26 de julio de 1966) en la parroquia de Santa Ana en recuerdo de la iglesia de igual nombre donde fue bautizado en Elda.
En 1968 es contratado por la Compañía Lírica Nacional. Luego, pasó de nuevo a trabajar con Tamayo. En 1981 formó su propia compañía, Ases Líricos.
Esteve ha interpretado obras como El pirata de Óscar Esplá o La vida breve de Manuel de Falla en escenarios españoles, de varios países de Europa y Estados Unidos. Intervino en la inauguración del Palacio de la Música de Valencia (1988).
Tras su retiro de los escenarios, Esteve se trasladó a vivir a la  localidad madrileña de Alcorcón. Unos años antes de su fallecimiento había perdido parte de la visión y de la audición.

## Homenajes
- Exposición sobre su trayectoria artística en el vestíbulo del Museo del Calzado (15 al 30 de septiembre de 2016), donde se encuentran los zapatos del tenor y los de su esposa, Rosita Abril (desde febrero de 2011).[8]
- El Ayuntamiento de Elda le concedió un palco en el Teatro Castelar denominado Palco Evelio Esteve en su honor (24 de septiembre de 2016).[9][8]
- El alcalde de Elda, Juan Pascual Azorín Soriano le impuso el escudo de oro de la ciudad (15 de septiembre de 1997).[10]